# Flash de rayons gamma terrestres

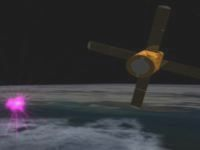
Simulation numérique en 3-D d'un flash de rayon gamma.

Les flashs de rayons gamma terrestres (TGF, de l'anglais Terrestrial Gamma-ray Flash) réfèrent aux émissions de rayons gamma par l'atmosphère terrestre, associées aux orages. Observés pour la première fois depuis l'espace en 1991 par l'Observatoire de rayons gamma Compton, les TGF durent entre 0,1 et 2 millisecondes, et ont des énergies allant jusqu'à 40 mégaélectron-volts (MeV) .  
Des chercheurs ont déterminé qu'environ 50 TGF se produisent quotidiennement. Des émissions de positrons et d'électrons de haute énergie sont également associées aux TGF.
Les flashs de rayons gamma terrestres sont probablement causés par une émission Bremsstrahlung produite par une avalanche d'électrons runaways relativites (en) accélérés par des champs électriques intenses produits au-dessus ou à l'intérieur de certains orages.

## Observations
Les flash de rayons gamma terrestres ont été observés pour la première fois en 1991 par le détecteur d'impulsions gamma de faible énergie BATSE, à l'Observatoire de rayons gamma Compton. Pendant 2 ans, les scientifiques n'ont pu observer qu'une douzaine de flashs, pour un total de 74 phénomènes observés pendant les neuf ans d'existence du satellite, ne sachant pas vraiment ce qu'était ce phénomène et où il se produisait. Ces phénomènes n'avaient pas encore été observés principalement pour deux raisons : les outils et les détecteurs utilisés en astronomie gamma de haute énergie utilisaient un collimateur et personne n'avait pensé à viser un orage avec ces instruments et la résolution temporelle des satellites de l'époque ne permettait pas de détecter les TGF, qui se produisent extrêmement rapidement. 
Par la suite, le Reuven Ramaty High Energy Solar Spectroscopic Imager (RRHESSI), plus performant, a permis d'observer les dégagements de rayons gamma dans un spectre de 10  à   20 MeV. Le RRHESSI a ainsi observé 499 flashs en 3 ans d'observations,
De plus, dans une autre étude, des chercheurs ont déterminé que, dans 50 % des cas analysés, le satellite RHESSI a reçu l'émission électrique des TGF entre 0 et 1 milliseconde après que celui-ci s'est produit, ce qui peut amener une idée sur la vitesse à laquelle ces particules se dispersent.

## Principes physiques

Schéma présentant le fonctionnement d'un flash de rayon gamma.

La production des flashs de rayons gamma terrestres est encore mal comprise. Les flashs seraient émis lorsque des électrons, voyageant à des vitesses proches de celle de la lumière, entrent en collision avec les noyaux des atomes de l’air. L’énergie résultante est alors émise sous forme de rayons gamma par rayonnement continu de freinage (ou Bremsstrahlung). 
Une quantité importante d’électrons en mouvement peut être formée par l’effet avalanche causé par un champ électrique intense. Les champs électriques sont fort probablement engendrés par la foudre puisque la plupart des TGF enregistrés se sont produits dans les quelques millièmes de secondes suivant cette dernière. Au-delà de ce principe rudimentaire, les détails du phénomène sont plus flous et demeurent de l'ordre de l'hypothèse.
L’une d’entre elles postule que les TGF peuvent être provoqués par d'autres types de foudre ou de décharges électriques qui se produisent dans l’atmosphère terrestre, tels les farfadets, les elfes et les jets (que l'on regroupe sous l'appellation de phénomènes lumineux transitoires).  
Ainsi, on suppose que le champ électrique pourrait être induit par la séparation de charges dans un nuage d'orage, souvent en lien avec les farfadets. Il pourrait également être induit par l'impulsion électromagnétique d'une décharge de foudre, ce qui est associé aux elfes. D’autre part, il y a des TGF en absence de foudre bien qu'ils se produisent toujours dans l'espace les entourant. Ce phénomène a amené une comparaison aux jets bleus car ils ne semblent pas être directement en lien avec l'activité des éclairs non plus.
Les recherches récentes tendent toutes vers un modèle de production à l'intérieur du nuage d'orage (< 15 kilomètres d'altitude), et semblent donc abandonner l'hypothèse d'un lien direct avec les événements lumineux transitoires.

## Faisceaux d'électrons et de positrons
Les flashes de rayonnement gamma terrestre sont capables de produire des paires électrons / positrons en interagissant avec l'atmosphère terrestre à plus haute altitude. Une partie de ces électrons et positrons sont capables de s'échapper de l'atmosphère terrestre et sont ensuite guidés par les lignes de champ magnétique terrestre, formant un faisceau. En 2011, le Fermi Gamma-ray Space Telescope a reporté l’observation d'un TGF relativement long (>5 millisecondes) présentant une raie à 511 keV dans son spectre d'énergie, ce qui est cohérent avec un tel faisceau, qui serait ainsi composé d'environ 15% de positrons et 85% d'électrons. Dans les années suivantes, une vingtaine d’événements similaires ont pu être observés.

## Aviation
Des chercheurs pensent que les TGFs représentent un danger pour les avions commerciaux. En effet, ces avions atteignent parfois la même altitude que celle où se produisent les TGFs (environ 10 à 15 kilomètres), ce qui fait qu'ils pourraient être directement touchés par ceux-ci, même s'ils doivent éviter d’entrer dans les nuages d'orages. Une dose de rayons gamma provenant des orages pourrait être jusqu'à 400 fois plus élevée que celle reçue lors d'une radiographie. Cela pourrait augmenter le risque de développement d'un cancer. Il y a aussi un effet potentiel sur l'équipement électronique de l'avion.